# 441省道 (安徽省)
安徽441省道，简称和陶路，是安徽省的一条省级干线公路。 441省道起于和县历阳镇，终于含山县陶厂镇，连接 213省道。